# 1953-as magyar vívóbajnokság
Az 1953-as magyar vívóbajnokság a negyvennyolcadik magyar bajnokság volt. A férfi tőrbajnokságot május 28-án rendezték meg, a párbajtőrbajnokságot május 30-án, a kardbajnokságot május 31-én, a női tőrbajnokságot pedig május 29-én, mindet Budapesten, a Nemzeti Sportcsarnokban.

## Eredmények
| Versenyszám          | Arany                          | Arany | Ezüst                      | Ezüst | Bronz                             | Bronz |
| -------------------- | ------------------------------ | ----- | -------------------------- | ----- | --------------------------------- | ----- |
| Férfi tőrvívás       | Tilli Endre Bp. Vasas          |       | Palócz Endre Bp. Vasas     |       | Berczelly Tibor Csepeli Vasas     |       |
| Férfi párbajtőrvívás | dr. Rerrich Béla Bp. Lokomotív |       | Sákovics József Bp. Honvéd |       | dr. Balthazár Lajos Bp. Lokomotív |       |
| Férfi kardvívás      | Rajcsányi László Bp. Petőfi    |       | Kovács Pál Vasas Ganzvagon |       | Palócz Endre Bp. Vasas            |       |
| Női tőrvívás         | Zsabka Magda Bp. Petőfi        |       | Elek Margit Bp. Honvéd     |       | Horváth Katalin Bp. Dózsa         |       |